# L'Homme sans cœur
Pour plus de détails, voir Fiche technique et Distribution.
L'Homme sans cœur est un film français réalisé par Léo Joannon sorti en 1937.

## Fiche technique
- Titre : L'Homme sans cœur
- Réalisation : Léo Joannon
- Scénario : Alfred Machard, d'après son roman
- Dialogues : Alfred Machard
- Photographie : Boris Kaufman
- Décors : Roland Quignon
- Son : Jean Dubuis
- Musique : Jean Wiéner
- Montage : Raymond Lamy
- Production : France Europe Films
- Pays de production :  France
- Durée : 88 minutes
- Date de sortie : 
  - France : 4 mars 1937

## Distribution
- Marie Glory : Sylvette
- Pierre Renoir : Sourdier
- Raymond Aimos : Rouskiki
- Lucienne Le Marchand : la salutiste
- Jacques Baumer : Jeanton
- Georges Cahuzac : le créancier
- Mireille Colussi : la petite Ninette
- Léonce Corne : le comptable
- Paul Demange : le veilleur
- Mona Dol : l'institutrice
- Yvonne Hébert : Hélène
- Maurice Rémy : Guy
- Titys : un clochard
- Edith Galia